# ExxonMobil

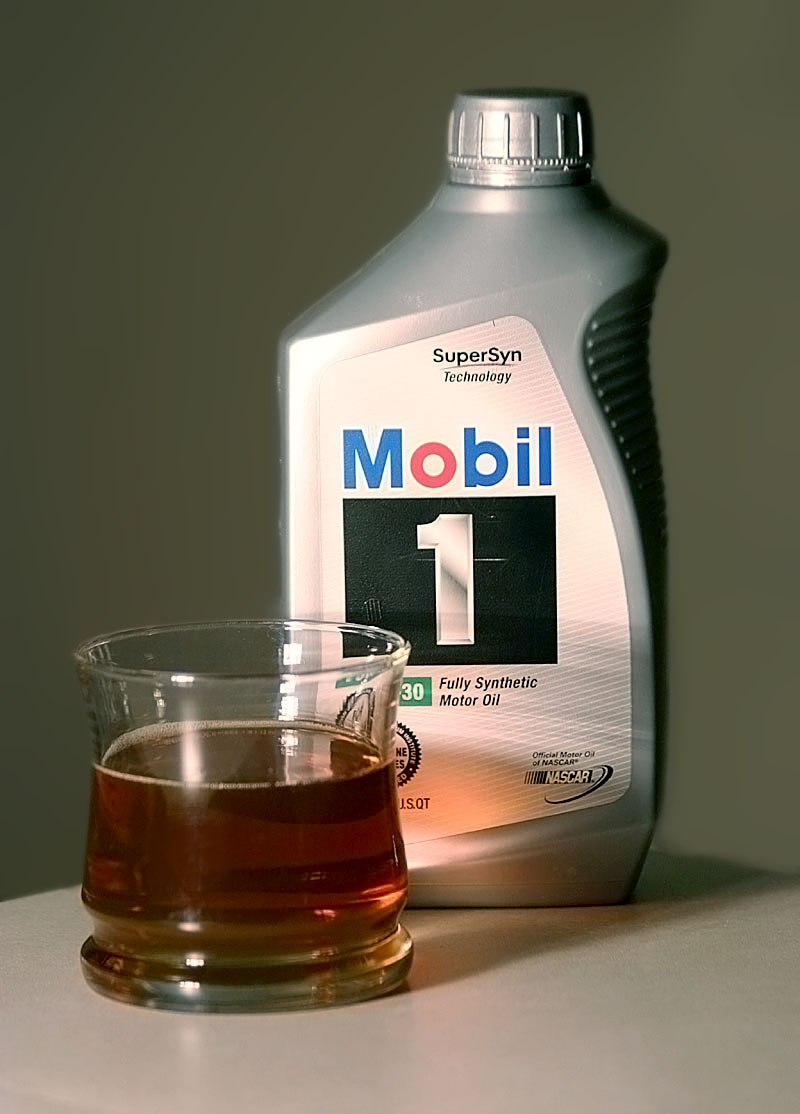
Motorový olej – příklad výrobku, který ExxonMobil vyrábí.

ExxonMobil (ExxonMobil Corporation) je nadnárodní korporace se sídlem ve městě Irving, státě Texas, Spojené státy americké, která podniká v těžebním průmyslu. Zpracovává a těží ropu a zemní plyn, vedle toho vyrábí maziva a petrochemické výrobky. CEO společnosti, která má kolem 80 tisíc zaměstnanců, je Darren Woods. Jeho předchůdcem byl Rex W. Tillerson, který následně v letech 2017 až 2018 zastával post ministra zahraničí USA.
Ve své současné podobě vznikla 30. listopadu 1999 sloučením koncernů Exxon (založen 1973) a Mobil (1963), historicky se ale jedná o přímé „potomky“ Standard Oil Company of New York (založené 1911) Johna D. Rockefellera.
Ke konci roku 2007 měla rezervy ekvivalentní 72 mld barelů ropy (14. největší zásoby na světě). Vlastní 38 ropných rafinérií ve 21 zemích, které dohromady denně vyprodukují 6,3 milionu barelů rafinovaných ropných produktů.
Je největší z tzv. supermajors (do češtiny překládáno jako „šest extra významných společností, s průměrnou denní produkcí (za rok 2008) o hodnotě 3,921 milionu BOE (barrels of oil equivalent), což představuje asi 3 % celosvětové produkce.
Exxon Mobil jedna ze dvou největších korporací na světě podle výnosů a zisku. Nejlepší období měla v letech 2005-2009, kdy rok od roku zvyšovala své roční zisky (25 330, 36 130, 39 500, 40 610 a 45 220 milionů dolarů) a v roce 2009 se dostala na vrchol žebříčku Fortune 500, kdy porazila Walmart a zaznamenala roční obrat 442,851 a zisk 45,22 miliard amerických dolarů, což je největší roční ekonomická bilance, které kdy jaká korporace na světě dosáhla. Podle časopisu Fortune je v současnosti (2010) druhá s obratem 284,65 a ziskem 19,28 mld dolarů.
Tato korporace byla obviňována významnými vědeckými organizacemi za vedení dezinformační kampaně s cílem vytvořit nejistotu na téma globální oteplování. Sama společnost má svá relevantní data. Podle odborného článku v časopisu Science z 13. 1. 2023 předpovídali experti společnosti negativní dopady globálního oteplování už od 70. let 20. století. Společnost tyto informace záměrně zatajovala a naopak silně lobovala ve prospěch další těžby.
Podle výzkumu Climate Accountability Institute je to společnost s čtvrtým největším příspěvkem znečištění oxidem uhličitým na světě (41,9 mld. tun CO2 vypuštěného do atmosféry od roku 1965).

## Struktura ExxonMobil
ExxonMobil má několik desítek divizí, seskupených do čtyř hlavních skupin.
- Upstream (zahrnuje ložiskový průzkum, vrty, těžbu a dopravu na místo zpracování)
  - ExxonMobil Exploration Company
  - ExxonMobil Development Company
  - ExxonMobil Production Company
  - ExxonMobil Gas and Power Marketing Company
  - ExxonMobil Upstream Research Company

- Downstream (zahrnuje zpracování (rafinaci), marketing, „maloobchodní“ prodej)
  - ExxonMobil Refining and Supply Company
  - ExxonMobil Fuels & Specialties Company
  - ExxonMobil Research and Engineering Company

- Chemical (chemické/petrochemická výroba)
  - ExxonMobil Chemical Company

- ExxonMobil Global Services Company
  - ExxonMobil Information Technology
  - Global Real Estate and Facilities
  - Global Procurement
  - Business Support Centers